# Steven Joyce

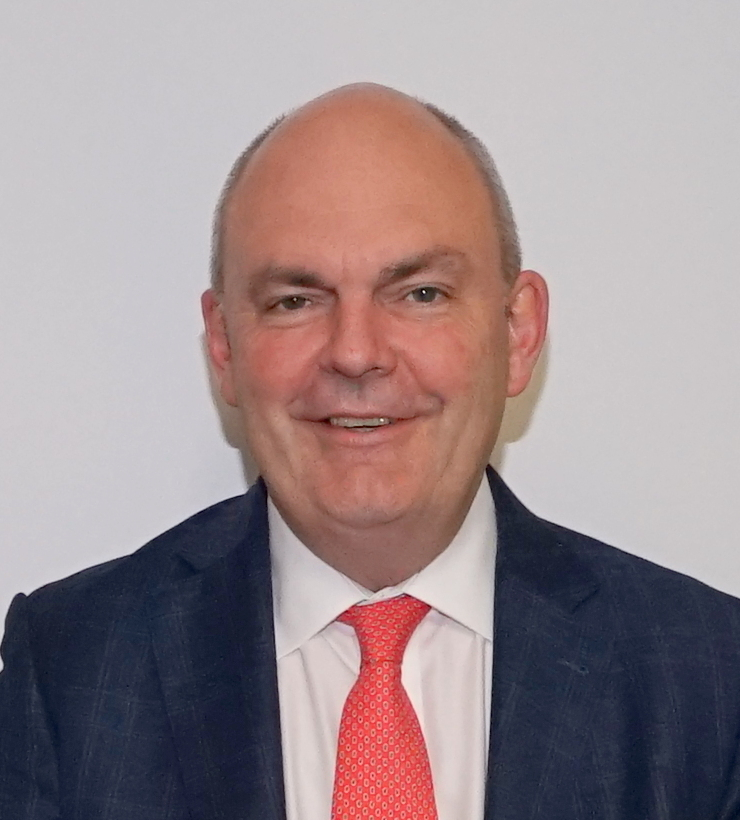
Steven Joyce (2016)

Hon. Steven Leonard Joyce  (* 7. April 1963 in New Plymouth, Region Taranaki) ist ein neuseeländischer Politiker der New Zealand National Party (NP), der unter anderem von 2008 bis 2018 Mitglied des Repräsentantenhauses sowie mehrmals Minister war.

## Leben
Steven Leonard Joyce, dessen Eltern Lebensmittelhändler waren, begann nach dem Besuch des Francis Douglas Memorial College ein Studium der Tiermedizin an der Massey University, welches er mit einem Bachelor of Science (B. Sc.) in Zoologie beendete. Während seines Studiums arbeitete er als Moderator und Programmdirektor beim Studentenradio. Nach ihrem Universitätsabschluss gründeten Joyce und eine Gruppe von Freunden (darunter der Radiomoderator Jeremy Corbett) in New Plymouth ihren eigenen Radiosender „Energy FM“. Mit Geschäftspartnern baute er „RadioWorks“ in den nächsten siebzehn Jahren zu einem Netzwerk von 22 Radiosendern und 650 Mitarbeitern auf. Er ging im April 2001 als Geschäftsführer von RadioWorks in den Ruhestand, als „CanWest Global Communications“ es kaufte und er 6 Millionen US-Dollar für den Verkauf erhielt.
Bei der Parlamentswahl am 8. November 2008 wurde Joyce auf der Liste Nationale Partei NP (New Zealand National Party) erstmals zum Mitglied des Repräsentantenhauses gewählt, dem er nach seinen Wiederwahlen 2011, 2014 und 2017 bis zu seinem Mandatsverzicht am 2. April 2018 angehörte, woraufhin Nicola Willis als Abgeordnete nachrückte.

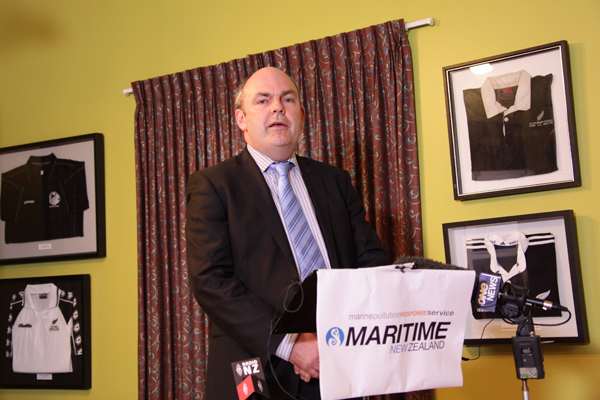
Joyce bei einer Rede (2011).

Unmittelbar nach seiner ersten Wahl wurde Steven Joyce in das Kabinett Key I berufen und bekleidete in diesem zwischen dem 19. November 2008 und dem 14. Dezember 2011 die Posten als Verkehrsminister sowie als Minister für Kommunikation und Informationstechnologie. Als Nachfolger von Anne Tolley übernahm er zudem am 27. Januar 2010 das Amt als Minister für Hochschulbildung und behielt auch dieses bis zum 14. Dezember 2011. Daneben war er zwischen dem 19. November 2008 und dem 14. Dezember 2011 stellvertretender Infrastrukturminister. Im darauf folgenden Kabinett Key II fungierte er vom 14. Dezember 2011 bis zum 7. Oktober 2014 in Personalunion als Minister für wirtschaftliche Entwicklung, Minister für Wissenschaft und Innovation und als Minister für Hochschulbildung, Qualifikationen und Beschäftigung. Darüber hinaus löste er John Banks am 21. Oktober 2013 als Minister für Kleinunternehmen ab und hatte auch dieses Amt bis zum 7. Oktober 2014 inne. Daraufhin übernahm er im Kabinett Key III zeitgleich zwischen dem 8. Oktober 2014 und dem 20. Dezember 2016 die Ämter als Minister für wirtschaftliche Entwicklung, Minister für Regulierungsreform, Minister für Wissenschaft und Innovation sowie als Minister für Hochschulbildung, Qualifikationen und Beschäftigung, wobei er in dieser Funktion für die Qualifikationsbehörde NZQA (New Zealand Qualifications Authority) zuständig war. In den drei Kabinetten Key fungierte er des Weiteren vom 19. November 2008 bis zum 20. Dezember 2016 als stellvertretender Finanzminister und war zwischen dem 28. Januar 2013 und dem 20. Dezember 2016 zuständiger Minister für Novopay, ein webbasiertes Gehaltsabrechnungssystem für staatliche und staatlich integrierte Schulen in Neuseeland, das die Gehälter von 110.000 Lehr- und Hilfskräften an 2.457 Schulen abwickelt. 
Im anschließend gebildeten Kabinett English fungierte Steven Joyce vom 12. Dezember 2016 bis zum 25. Oktober 2017 als Finanzminister und zusätzlich als Minister für Infrastruktur. Zugleich fungierte er zwischen dem 11. März 2017 und dem 12. März 2018 als Sprecher der National Party für Finanzen und für Infrastruktur. Nach seinem Ausscheiden aus der Regierung gehörte er vom 15. November 2017 bis zum 21. März 2018 Mitglied des Ausschusses für Finanzen und Ausgaben
Im Jahr 2018 gründete Joyce das Beratungsunternehmen „Joyce Advisory“, das auf die Entwicklung und Umsetzung von Geschäftsstrategien, Markenentwicklung und Verbraucherpräferenzen, Reputations- und Krisenmanagement sowie regulatorische Fragen spezialisiert ist. Aus seiner Ehe mit Suzanne Joyce gingen zwei Kinder hervor.

## Veröffentlichung
- On the record, Allen & Unwin, Auckland 2023, ISBN 978-1-99100-6-462